# NGC 4285
NGC 4285 est une galaxie spirale située dans la constellation de la Vierge. NGC 4285 a été découverte par l'astronome américain Lewis Swift en 1886.

## Caractéristiques
NGC 4285 présente une large raie HI et elle renferme également des régions d'hydrogène ionisé.

### Distance
Sa vitesse par rapport au fond diffus cosmologique est de 8 036 ± 26 km/s, ce qui correspond à une distance de Hubble de 118,5 ± 8,3 Mpc (∼386 millions d'al).
À ce jour, une mesure non basée sur le décalage vers le rouge (redshift) donne une distance d'environ 91,800 Mpc (∼299 millions d'al). Cette valeur est nettement à l'extérieur des valeurs de la distance de Hubble. Notons cependant que c'est avec la valeur moyenne des mesures indépendantes, lorsqu'elles existent, que la base de données NASA/IPAC calcule le diamètre d'une galaxie et qu'en conséquence le diamètre de NGC 4285 pourrait être d'environ 27,6 kpc (∼90 000 al) si on utilisait la distance de Hubble pour le calculer.